# Issogne
Issogne – miejscowość i gmina we Włoszech, w regionie Dolina Aosty.
Według danych na styczeń 2009 gminę zamieszkiwały 1404 osoby przy gęstości zaludnienia 58,6 os./km².
Jednym z ciekawych obiektów Issogne jest średniowieczny zamek. To jeden ze słynnych dworów szlacheckich w Dolinie Aosty, znajdujący się w centrum mieszkalnym miasta. Miejsce gdzie wznosi się zamek, zamieszkałe było już w czasach rzymskich, o czym świadczą pozostałości murów piwnicznych, prawdopodobnie rezydencji mieszkalnej, określanej na I wiek p.n.e. Brak jest natomiast informacji na temat użytkowania tego miejsca w okresie od późnej starożytności do wczesnego średniowiecza. Pierwszym dokumentem mówiącym o istnieniu zamku jest bulla papieska Eugenio III z 1151 roku, która zaświadcza obecność ufortyfikowanej budowli z kwadratową wieżą, własność biskupów Aosty. Rozwój Issogne poprzez feudalną władzę biskupa, wywołał gorzkie zatargi z sąsiadującymi Panami z Verrès, którzy w 1333 roku podpalili i poważnie uszkodzili twierdzę. W II połowie XII wieku, biskup przekazuje terytorium Issogne Ibleto di Challant, osobistości, która spełniała ważną funkcję militarną i dyplomatyczną w sądzie królewskim. Ibleto di Challant rozpoczyna prace przebudowy zamku przeistaczając prymitywną twierdzę w komleksowy i elegancki dwór szlachecki na styl gotycki, składający się z szeregu budynków i wież otoczonych murem. Po jego śmierci (1409) zamek dziedziczy, syn Ibleta – Francesco di Challant, otrzymując jednocześnie tytuł Pierwszego Hrabiego di Challant. Śmierć Francesca w 1442 roku i brak męskiego potomka, powoduje walkę o dziedziczenie majątku, pomiędzy córką Francesca – Cateriną a kuzynem Giacomo di Challant Aymavilles. Według zwyczajów valdostanów, wykluczało się dziedziczenie dóbr przez kobiety. Po latach waśni, w 1456 r. zamek i przyległe posiadłości ziemskie przechodzą w posiadanie kuzyna, który zostaje Drugim Hrabią di Challant i nowym Panem Issogne. Około roku 1480, Luigi di Challant – syn Giacomo – rozpoczyna restrukturyzację zamku, ale jego przedwczesna śmierć w 1487 roku niweczy wszystkie plany związane z przebudową. Prawnym opiekunem małoletnich synów Luigiego oraz całego majątku, powołany został Giorgio di Challant – Varèy, który ukończył przebudowę zamku przeobrażając go w rezydencję reprezentującą prestiż rodziny Challant. Karierę duchownego rozpoczął studiując na uniwersytetach w Lyonie, Avinionie i Rzymie. W 1468 roku zostaje nominowany przeorem Kolegiaty San Orso w Aoście. Jego sława wywodziła się przede wszystkim ze światłej i rafinowanej znajomości sztuki. Jako jej mecenas działał przez prawie pół wieku. Ostatnie poczynania wiążą się z nadzwyczajnym rozkwitem artystycznym okresu późnogotyckiego, którego efekty widoczne są w Kolegiacie San Orso i na zamku w Issogne.
Między końcem XV a początkiem XVI wieku – (1509 r. data jego śmierci)- Giorgio intensywnie zajmuje się restrukturyzacją zamku, aby dać młodemu Filibertowi – pierworodnemu Luigiego di Challant i Margherity Chambre – spadkobiercy tytułu hrabiego, dwór godny prestiżowi osiągniętemu w Europie przez rodzinę Challant. Istniejące budynki zostały poszerzone i połączone z nowymi obiektami, tworząc unikalny zamek w kształcie podkowy, która obejmuje duży otwarty dziedziniec z włoskim ogrodem. Cały kompleks został wzbogacony monumentalną dekoracją przecudnych fresek – w dużej części bardzo dobrze zachowanych – która miała na celu sławić wielkość rodziny. Na fasadach budynków znajduje się tzw. „lustro dla dzieci Challant” (miroir pour les enfants de Challant) – sekwencja malowanych herbów, reprezentujących różne odgałęzienia rodziny oraz główne przymierza matrymonialne, celem zapamiętania i przekazania przyszłym pokoleniom.
Pas muru ogrodu udekorowany był malowidłami przedstawiającymi postacie starożytnych mędrców i bohaterów. Sklepienie arkad pokryte jest freskami przedstawiającymi w sposób realny i humorystyczny, warsztaty rzemieślnicze, sklepy, bazar, sceny życia codziennego, które reprezentują ważne świadectwo ikonograficzne między XV a XVI wiekiem.
Wszystkie te malowidła oprócz funkcji estetycznej miały również znaczenie symboliczne, celem zademonstrowania dostatku i spokoju wynikającego z zamożności i dobrych rządów Pana Dworu. Cały cykl fresków przypisany jest artyście, znanemu jako mistrz Colin. Giorgio di Challant wykonuje również dekorację wnętrza zamku wzbogacając go w wyrafinowane malarstwo na ścianach, kominkach, kasetach sufitów oraz w rzeźbione meble w wyśmienitym późnogotyckim wykonaniu. W centrum dziedzińca znajduje się sławna fontanna – „fontana del melograno” (drzewo granatu). W zbiorniku w kształcie ośmiokąta, stoi drzewo granatu, wykonane z kutego żelaza. To ciekawe drzewo prezentuje owocve granatu wśród liści drzewa dębu, które mają być oznaką zamożności, dobrobytu i siły.
Fontanna była prezentem ślubnym dla Filiberta di Challant i Louise d’Aarberg (1502r.) ofiarowanym przez Giorgio di Challant. Z ich związku urodził się syn Renato di Challant, który stał się poważanym o wysokiej randze przedstawicielem rodziny. W I połowie XVI wieku, po ślubie Renato z Mencią z Portugalii (Mencia del Portogallo) zamek w Issogne przeżywa swój najszczęśliwszy i najbogatszy okres. Inwentaryzacja sporządzona po śmierci Renato w 1565 roku, poświadcza o nadzwyczajnym bogactwie. W tamtej epoce umeblowanie pokoi składało się z rzeźbionych mebli, drogocennej tapicerki, w szufladach przechowywano bieliznę pościelową o pięknych haftach, odzież z cennych materiałów, porcelana, sprzęty ze srebra o całkowitej masie stu kilogramów. Nie brakło również biblioteki o bogatym księgozbiorze. Jak jego przodek – Francesco di Challant – również Renato nie pozostawił męskiego dziedzica i cały swój majątek pozostawił córce Isabelli, która była żoną Giovanniego Federyka Madruzzo, potomka szanowanej książęco – biskupiej rodziny z Trento. Proces dziedziczenia tytułu trwał bardzo długo co pochłaniało finanse rodziny a majątek nieubłaganie zaczął maleć. Spór trwał prawie 100 lat a po śmierci ostatniego przedstawiciela rodu Challant (1804) zamek przez dziesięciolecia znajdował się w stanie na wpół opuszczonym. Stopniowe opróżnianie z mebli, przez kolejnych właścicieli, osiąga szczyt około roku 1870 przez barona Mariusa de Vauthelereta,, francuskiego inżynera, którego marzeniem było przeistoczyć zamek w rezydencję wyposażoną we wszystkie nowoczesne udogodnienia, jednak ogromne koszty utrzmania zamku w stanie zamieszkałym, doprowadzają do ruiny. W konsekwencji, w 1872 roku, zamek ze swoimi dobrami zostaje wystawiony do publicznej licytacji. Nowym nabywcą zostaje turyński malarz Vittorio Avondo, biegły i wytrawny znawca sztuki i kolekcjoner. Jako jeden z intelektualistów piemonteskich (Piemonte – Region we Włoszech) zainteresowany kulturą alpejską ze znajomością architektury i technik rzemiosła w średniowieczu, z ogromną skrupulatnością, osobiście nadzorował odbudowę zamku, uważając aby zachować jego pierwotny wygląd. Poprzez obrotność i przedsiębiorczość, Avondo odzyskuje na targu staroci niektóre meble pochodzące z zamku, nabywa inne odpowiadające stylowi późnego gotyku oraz zleca rzemieślnikom wykonanie mebli kopiowanych na oryginale.
Podwoje zamku zostały otwarte do publicznego zwiedzania w celu edukacyjnym, aby ukazać część życia w epoce feudalizmu, czasie historycznym w sposób jak najściślej realny. Aktem hojności, który wieńczył jego zaangażowanie na rzecz kultury, w 1907 roku Vittorio Avondo ofiarowuje zamek państwu.